# DOLL MASTER
『DOLL MASTER』（ドールマスター）は、メディアワークス刊行『月刊コミック電撃大王』にて連載されていた井原裕士によるフィギュア造形師ラブコメディ漫画。単行本全5巻。1999年9月号に第1話（読み切り）が掲載された後、2000年6月号から2003年12月号まで連載された。
また、『DOLL MASTER』連載終了後も、「ワンダーフェスティバル」開催後には、本作のキャラクターたちがイベント内容をレポートする特別編『DOLL MASTER ぱられる』が掲載されている。これについても、この項目について触れる。

## あらすじ
手芸店でアルバイトをしながら趣味の人形づくりをしていた辻本雛子はある日凄腕のフィギュアモデラー久具津巧と出会い、おしかけ同然で弟子となりフィギュアモデラーとしての道を歩み出した。弟子を取る気はないといやがる久具津だったが雛子の情熱に負け少しずつ技術を教え始める。しかし、久具津の家は代々人形師を生業としており一族のつくる人形は数々の奇跡を生み出す人形として知る人ぞ知る作品だった。奇跡の人形を巡ってさまざまな物語が展開される。

## 登場人物
久具津 巧（くぐつ たくみ）
主人公。男性。S大学卒。高校時代からワンダーフェスティバルの常連で、開場即完売になることも多い凄腕のフィギュアモデラーであり、魂を持ち自律して行動する人形を作ることもできる（瞳にハイライトを入れると等身大となって動き出す）人形遣いでもある。人形を動かす技術を隠匿するそぶりを見せる割には、ワンフェス会場など人目の多いところでもほいほいと使っている。長髪で痩せ型、背は高く眼鏡をかけており、美形。彼の実家は代々人形師をしており祖父も動く人形を生み出すことができる。実家は日本人形（練り頭系の雛人形）を作っているが、彼自身はアニメフィギュアを作ることが多い。普段は駅前の模型店でアルバイトをしている。女性への興味をほとんど見せず、親密になった雛子にも弟子以上の感情は持たないためにホモ疑惑まででるが、そうではなく、過去に秘密がある。
なお、もともと読み切り作品で『ブラック・ジャック』のフィギュアモデラー版、という設定で描かれたため（初登場では動く人形を20万円で売っている）、連載後の設定とは多少齟齬がある。
辻本 雛子（つじもと ひなこ）
S大学に通う女子大生。初登場は19歳だったが、連載中に20歳になった。手芸店でアルバイトしていて買い物に来た久具津と出会った。もともと紙粘土での人形作りを趣味にしていたが、久具津の腕を見て女性にしては珍しくフィギュアモデルに興味を持ち、さらに魂を持つ人形を作り出す秘伝に触れ、弟子入りを志願する。結局秘伝抜きのフィギュア製作だけの弟子となるのだが、その後キャラを極めるためにアニメを一気に鑑賞したり、ワンフェスに参加するなどとオタクに嵌まっていった。当初は異性として久具津を意識してはいなかったが次第に魅かれていく。身長は低めでかわいらしい外見と性格をしていて、おっとりしているようだが芯は強い。恋愛は奥手で、作中ではキスすらしていない。後半では登場しない回が続いた。気付いているのは巧のみだが、人形を動かす能力がある。名前は世に名高い人形造形家辻村寿三郎と川本喜八郎に由来する。
久具津 摩耶（くぐつ まや）
久具津の妹。初登場時は女子高生。同じ家に生まれながら動く人形の秘伝を伝承されなかった。そのため腕を磨いてどうにか秘伝をものにしようとしている。人形づくりをしているが、女性、しかも未成年でありながら18禁のフィギュアばかりつくる。金にがめつく飲酒も日常的であり、受験先のS大学の下見のときにも飲酒し、なおかつ自らの違法フィギュア（版権許諾をとっていない違法改造品）をセールスしていた。外見は本人言うところの美少女モデラーと言っても差し支えはないが性格はかなりがさつである。強度のブラザーコンプレックスだったが、御文に惚れて脱した。ただし「兄に通じる雰囲気」が惹かれた理由の1つなので克服しているかは微妙。ワンダーフェスティバルでは「豊満堂」というディーラー名で出店している（高校の時からの友人と霜戸の3人で販売しているらしい）。
久具津 樂（くぐつ まどか）
久具津の従姉妹。人形製作を行なっている描写は無かったが、久具津の本家の一人娘。巧が自らを外孫と言っていたが、巧の両親と祖父は同居しており、樂の両親も同様の模様。いいとこのお嬢様風であり、黒い長髪に眼鏡をかけた美人。孫を案ずる祖父によって人形が常にお供をしており、言い寄る男を一切寄せつけないようにしていた（本人は気付いていない）。そのため恋愛に興味津々ではあったが出会いは一切無かった。久具津の先輩の高梨と交際し後に結婚する。車の運転が非常に下手、ただし事故寸前で人形がフォローしているため、本人に自覚は無い。
久具津 源次郎
巧、摩耶、樂の祖父で、日本でも有名な日本人形（練り頭系）の人形師、元々は兄が人形師の跡を継ぐはずだったが、太平洋戦争での出征時の負傷で人形が作れない体になったので、代わりに跡を継ぐことになった。元々不器用なので最初の内は苦労したが、父の「受注で創った」人形の修理などを代わりに引き受ける内に腕を上げ（父は「人形に好かれている」と言っている）、家庭を持ち、人形師として一人前になった時に父から「久具津の口伝」を伝えられた。
子供2人（兄は樂の父、弟は巧・摩耶の父）には人形師としての才能がなく、また源次郎も自分の代で「裏の仕事」を終わらせる気だったが、巧の天性の才能を見て「久具津の口伝」を伝えた。
孫には甘く、特に本家の一人娘の樂に悪い虫がつかないようにと、外出時には鐘馗 、道真、義経などの「お付き」をつける（しかし忠実に命令を実行するお付きのせいで、高梨に会うまでは樂に彼氏すら出来なかった）。
御文 象（みふみ しょう）
久具津家を含めた人形にまつわる習俗の研究をしているS大学の院生。彼自身、紙を使った呪術を扱うことができるため、久具津家の秘伝を学び、人形を用いた呪術を極めようとしていた。しかし、人形を作らないことを理由に久具津の祖父には伝承を断られる。一方で巧に伝承がなされたことで巧に対して逆恨みのような対抗心を持っていた。そのため雛子や摩耶を利用し秘伝を手に入れようとする。結果的には失敗するが、摩耶に惚れられてしまい、もともとつきあっていた彼女との板挟みとなった。折り紙でワンダーフェスティバルに参加したことがある。
高梨 務（たかなし つとむ）
久具津の先輩。会社員。ワンダーフェスティバルで久具津とともにディーラーをしている。最初は目立たない脇役キャラクターだったが、駅で樂に道案内したあたりから扱いが変化。樂が摩耶の引っ越し（強制退去）の手伝いに来た時に再会し、久具津の助言を受けて樂に交際を申し込む。常人ならば樂のお付きの人形の妨害工作に音を上げるところだったが、久具津の動く人形を見ていたためか順調に交際を続け、結婚する。婿入りしたかどうかは不明。造形の腕もなかなかのものであった。
霜戸（しもべ）
S大生で摩耶の同期生。たまたま摩耶のエロフィギュアセールスにひっかかったことからワンダーフェスティバルの売り子、果ては複製作業まで一通りこなせるまでに仕込まれる。コンパでも泥酔した摩耶を介抱しあげくには頭上で嘔吐されても摩耶と行動をともにしていた。結局摩耶が御文に片思いしたために蚊帳の外となる。東北出身。
葵川（あいかわ）
S大生で雛子と同期生。かなり濃いマニアだが外見は二枚目。そのギャップのため彼女ができない。連載当初で雛子を理想の相手として狙ったが、相手が巧と分かり引き下がった。その後は巧と雛子の熱心なファンとなった。

## 登場人形
海賊オヤジ
元ネタはアニメ『カウボーイビバップ』のジェット・ブラック。売れ残りの作品だったが、巧から20万で購入したフィギュアがいなくなったことで暴走していた客の鎮圧に活躍する。更にその後は、人形そっくりなコスプレという体で売り子を務めたため、在庫はめでたく完売。
ハヤテ丸
巧が雛子の護衛につけた犬の顔を持つ人型忍者。元ネタは格闘ゲーム『デッド オア アライブ2』のハヤテ。素直で命令に忠実。くないと忍者刀を自在に操る接近戦が得意。雛子も昔家で飼っていたポチに似ているせいか、気に入ってよくさわりまくる。有事の際に雛子や摩耶の護衛として使用する。
クズハ
巧が護衛として便利使いしていたくのいち。戦闘能力はハヤテ丸ほどないが、多種多様な忍術を使い、義経を圧倒する。有事の際に巧の部屋の番人として使用する他、人間体なために会場などの人気の多い場所での護衛として使用する。
ドリーマー・ルイ
巧が人形を封じることのできる御文から雛子を守らせるために作った。元ネタは作品世界中の架空のアニメ、ドリーマー・レイ（後述）。雛子と顔立ちが似ていると巧が感じたから選ばれたと推定される。雛子の髪（体の一部）を採集し、雛子の魂との直接的な中継とすることにより、御文の「式神封じ」（久々津の魂と式神の中継の断絶）を無効とした、曽祖父がかつて作った「身代わり人形」の応用で作ったフィギュアである。久具津家の人形はハイライトを落とすとフィギュアに戻るため水を嫌うが、ルイは湖に落ちた巧すら助けた。
巧の人形
名無しのオリジナル人形。秘伝を伝承された直後に巧が作ったいわば己の投影された人形。美しい西洋の女性を模している（ローレライの魔女をイメージしてデザインしたらしい）が、未熟な巧により生み出されたその人形には好ましからざるものが憑いてしまった。快心の出来だった人形故に壊せず、「反省材料」として手元に置いていたために、とあるきっかけで目覚め、壊される前に主人（巧）を道連れにしようとしたが、決別を決意した巧により口伝を解除されて没した。
鐘馗
樂の護衛。もともと魔除けの像でもあり、外見がごついので悪いムシを樂に近付けないためにはぴったりの護衛だが、普段はトレンチコートで変装しているためヤクザなどに間違えられることが多い。作は源次郎。警棒を武器に戦ったり運転の超ド下手な樂が事故を起こさないように身体を張って守っている。元は五月人形の鐘馗様。
道真
大学受験などの受験の際のお供。鐘馗がもともと科挙に落ちて自殺したとされるため、学問絡みの用事には重宝される。巧の受験だけでなく幼少の頃に世話係もしていたらしい。電撃を自在に操る能力も持つ。作は源次郎。元は菅原道真の人形。
義経
高梨の人となりを試すために遣わされた人形。並外れた身軽さで動き、扇子を武器に戦う。作は源次郎で、巧が上京した後に製作した人形で、源次郎作の人形の中では一番の新参者。元は源義経の人形。
武蔵坊弁慶
源次郎が、かつて巧の製作した名無しのオリジナル人形の、封印の監視役として巧に持たせた人形。名無しのオリジナル人形の封印が巧以外の者に無断で破られると同時に発動（箱の外の封印の札自体が弁慶を発動させるスイッチになっている）、得体の知れない「力」で相手を身動きさせなくさせる。普段は屋根裏で監視しているらしく、姿が見えない。巧がオリジナル人形の処分を決意して封印の札を剥がした事により役目は終わったと判断し、源次郎の下へ戻った。元は武蔵坊弁慶の人形。
七人の小人
雛子が巧に出会う前に製作した人形で、純粋な気持ちで製作した造形に巧も興味を持ち、巧と雛子が出会ったきっかけにもなった。最終話で人形によって湖に引きずり込まれた巧を助けるようともろともに湖に落ちた雛子を助けるために登場。憑代（よりしろ）が無い。雛子の危機を感じて発動したルイとともに雛子と巧を助ける。それを見た巧は傀儡の術のような呪術でなくとも製作者の心さえあれば人形は意思を持つ事ができると確信した。

## キーワード
傀儡の術
久具津家に代々伝わる人形を動かす秘術で一子相伝の技。簡単に言えば、「人形に依せた魂魄を留めさせ、術者の想念で繋ぎ止めて式神にする」という技である。しかし見た者を魅了させ、「実体」として認識させる程の造型でなければいけないらしく（巧は一旦原型を作り型を起こして複製、不満な所をさらに改修して「式神用」として新たに創っているらしい）、かなりの造型力をもつ人形師でないと造れず、特に造型師の「想い」が込められていなければ式神として使役することができず、人形に好かれた者しか使えないらしい。巧と祖父の源次郎とその先代（先代までは身代わり人形として使っていたらしい）が確認できる術者。巧の父とその兄には伝承されていないらしい。この術によって動くようになった人形は、その形代（かたしろ）となったものの能力を、製作者の意図通りに発揮する。例えば、巧の祖父の作った菅原道真の人形は手から電撃を出すが、道真が雷神となったのは死後であり、実在の道真にはそのような能力があるはずはない。そのためアニメフィギュアを実体化させるとアニメの技をくり出すことすら可能。久具津家は先祖代々の稀代の呪術師の家系である。
式神一体ずつ魂で繋ぎとめなければいけなく、術者といえど精神的に式神の数に限りがある（特に巧のオリジナルのフィギュアは莫大な精神力を使うらしく、開封された時体調を崩した）。現在確認出来る限りでは、巧は6体、源次郎は4体である。
憑代（よりしろ）
傀儡の術では人形を指す。意図する能力を発揮する何かを憑けるためのもの。きちんと形のある媒介は形代（かたしろ）とも呼ばれる。
ドリーマー・レイ
作品世界中で人気のアニメ。夢から侵入し人間を苦しめる敵と戦う戦士という設定。ドリーマー・メイ、ドリーマー・ルイ、パートナーの夢バクのパクパクという仲間がいる。
S大学
雛子、摩耶らの通う学校。巧も卒業している。登場人物たちが静岡県在住であることは単行本第5巻189頁などで暗示されている。1巻ACT 8で雛子と巧が訪れたのは静岡県立美術館のロダン館。

## DOLL MASTER ぱられる
『DOLL MASTER ぱられる』（ドールマスター ぱられる）は、アスキー・メディアワークス刊行『月刊コミック電撃大王』（2009年夏まで）、『フィギュアマニアックス乙女組』（2010年4月から）にて、ワンダーフェスティバル開催後に不定期掲載される、井原裕士による漫画。基本的にフィクションだが、イベントレポート要素についてはノンフィクション要素も含む。
『DOLL MASTER』後継連載作品『超常機動サイレーン』連載中も、ワンダーフェスティバル後はこちらが優先され、『超常機動サイレーン』が休載となった。『超常機動サイレーン』の連載終了後も電撃大王での掲載は2009年夏まで続いていたが、井原の『武装神姫ZERO』の連載誌でありフィギュア専門誌である『フィギュアマニアックス乙女組』に掲載誌移動となった。2012年9月27日に、同年夏のレポートの書き下ろしを加えて単行本化された。
主要登場人物は本編と同じで、久具津巧や辻本雛子は、ディーラー参加者として描かれることが多い。また、本編で描かれた特殊能力は描かれず、作品の製作方法の描写も一般的な方法で描かれている。毎回の『ワンダーフェスティバル』での作品動向やアクシデント、問題点についても作品内で触れられている。具体的に掲載された内容は次のとおり。
- 待機列 - 久具津達は、会場の東京ビッグサイトまでの交通手段にゆりかもめを使用することが多く、最近[いつ?]の掲載では、ほぼ毎回待機列を見た久具津達のコメントが描かれている。
- わいせつ物取締りの強化
- 可動フィギアの増加
- 2007年冬のワンダーフェスティバルで発生したフライング（なし崩し的）ダッシュおよびイベントスタート - 2008年9月号掲載の「2008年夏レポート版」で、原因が、開始直前に企業ブースで流されたBGMを開始の合図と勘違いした参加者がいたことが原因であること、そのため、2008年夏から開始前に大きな音を出すことが禁止されたことに触れられた。
- 2008年夏のワンダーフェスティバルで発生したエスカレーター事故（2008年9月号掲載） - 『DOLL MASTER ぱられる』本編でも触れられたが、事故の様子の直接描写はされていない。しかし、井原が事故を目撃していたこともあり、レポート漫画が本編の後編という形で掲載された。

## 単行本
電撃コミックス
1. ISBN 4-8402-1874-9
2. ISBN 4-8402-2019-0
3. ISBN 4-8402-2166-9
4. ISBN 4-8402-2298-3
5. ISBN 4-8402-2564-8

- DOLLMASTERぱられる コミックレポートで見るワンフェス  ISBN 978-4048869096